# Efrén Vázquez

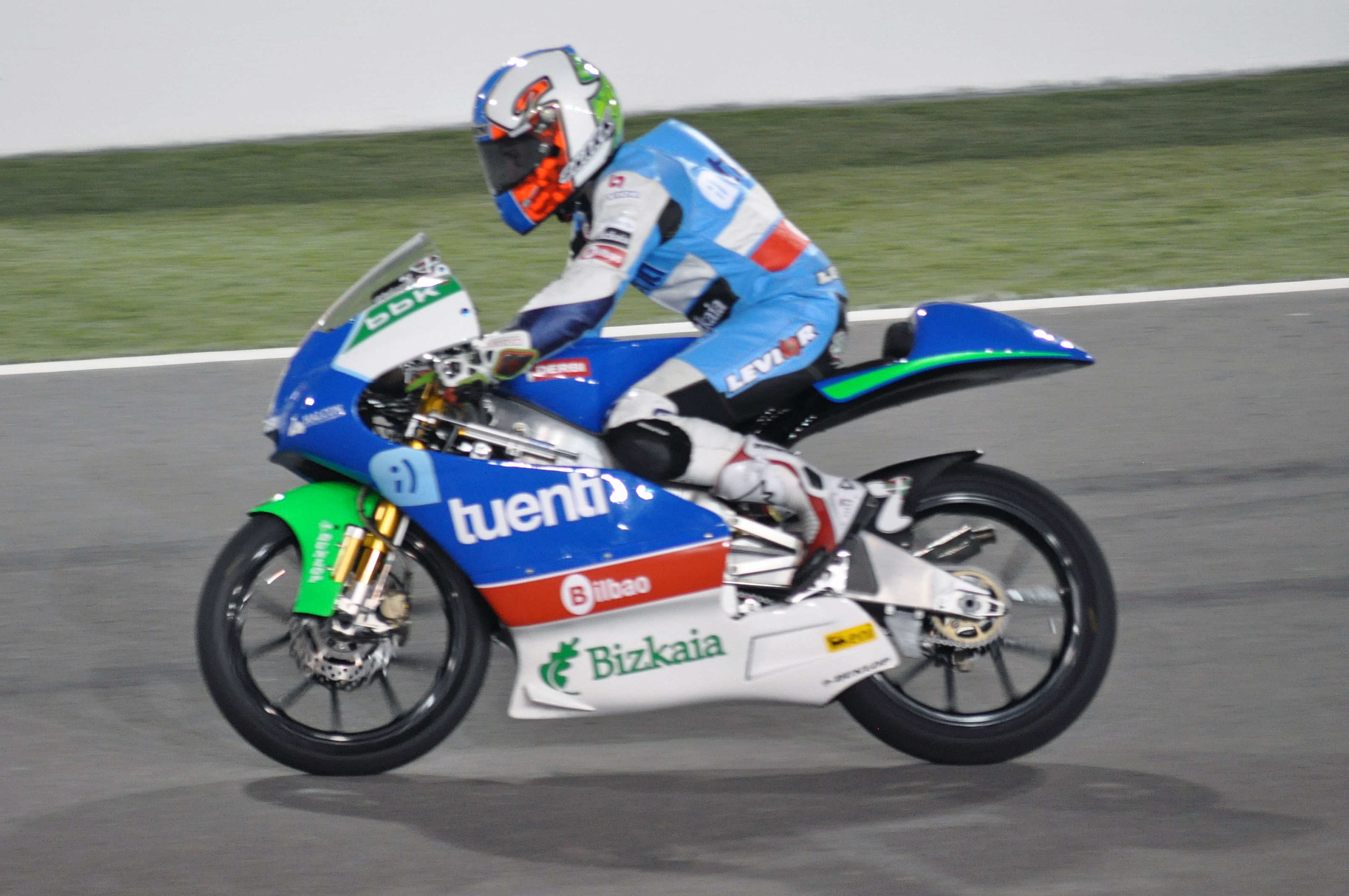
Efrén Vázquez op het Losail International Circuit in 2010.

Efrén Vázquez Rodríguez (Bilbao, 2 september 1986) is een Spaans motorcoureur.
Vázquez debuteerde in 2007 in de 250cc-klasse van het wereldkampioenschap wegrace op een Aprilia. Na een seizoen waarin hij slechts één punt scoorde, stapte hij in 2008 over naar de 125cc-klasse. Na enkele seizoenen, waarin hij ook op een Derbi reed, behaalde hij in 2010 in Qatar en San Marino zijn eerste podiumplaatsen, waar hij er in 2011 nog twee podiumplaatsen in Frankrijk en San Marino aan toevoegde. In 2012 werd de 125cc vervangen door de Moto3, waarin Vázquez op een FTR Honda uitkwam. Nadat hij in 2013 op een Mahindra reed, behaalde hij in 2014 op een Honda zijn eerste overwinning in de Grand Prix van Indianapolis. In Maleisië voegde hij hier een tweede overwinning aan toe, waardoor hij met een vierde plaats zijn beste kampioenschapsresultaat tot dan toe behaalde.